# Kepler-55
 (juin 2025).
Désignations
Kepler-55 est une étoile située dans la constellation de la Lyre, à environ 578,80 parsecs de la Terre.

## Caractéristiques physiques
Sa température effective est d'environ 4362 K.
Sa masse est estimée à 0,62 fois celle du Soleil.
Son rayon est d'environ 0,58 fois celui du Soleil.
Sa luminosité est d'environ 0,17 fois celle du Soleil.

## Observation
Ses coordonnées célestes sont : ascension droite 19h 00m 40,40s, déclinaison +44° 01′ 35,36″.

## Système planétaire
| Planète     | Masse   | Demi-grand axe (ua) | Période orbitale (jours) | Excentricité | Inclinaison | Rayon   |
| ----------- | ------- | ------------------- | ------------------------ | ------------ | ----------- | ------- |
| Kepler-55 b | 0,14 MJ | 0,16                | 27,95                    | 0,000        | 89,94°      | 0,22 RJ |
| Kepler-55 c | 0,22 MJ | 0,21                | 42,15                    | 0,000        | 89,96°      | 0,20 RJ |
| Kepler-55 d | 0,01 MJ | 0,03                | 2,21                     | 0,000        | 84,94°      | 0,14 RJ |
| Kepler-55 e | 0,01 MJ | 0,05                | 4,62                     | 0,000        | 86,99°      | 0,14 RJ |
| Kepler-55 f | 0,01 MJ | 0,08                | 10,20                    | 0,000        | 88,27°      | 0,14 RJ |